# アントーノウ国営合同
国営航空機製造会社・国営合同「アントーノウ」(ウクライナ語:Державна літакобудівна корпорація «Національне об’єднання «Антонов»；ロシア語:Государственная самолетостроительная корпорация «Национальное объединение «Антонов») は、ウクライナの大規模国営企業である。首都キーウに本社を置く。
略称はウクライナ語でDLK NO「アントーノウ」（ДЛК «НО «Антонов»）、ロシア語ではGSK NO「アントーノフ」（ГСК «НО «Антонов»）である。以下、このページでは「NOアントーノウ」と略記する。

## 概要
NOアントーノウは、それまであった主要企業の合同により2005年末に設立された。代理人はオレーフ・スリャドネウ (Олег Сляднев) である。
NOアントーノウでは、様々な事業が行われている。主要部門と言えるのが航空機の設計・製造および修理・改修部門で、キーウ、ハルキウなどに工場を持つ。航空機の設計部門は傘下の国営企業「O・K・アントーノウ記念航空科学技術複合体」（ANTKアントーノウ）の主動で行われており、An-140やAn-148などの活発な売込みを行っている。また、Tu-334のような外国製航空機の生産協力も行っている。修理・改修部門では、アントノフシリアル製造工場（旧国営企業・キエフ航空機工場「アヴィアーント」）などを中心に各国で運用中の機体の修理・改修作業を実施している。また、独自に従来機の各種改修型をプランニングし、売り込んでいる。ウクライナ本国以外へは、An-32P消防機などの販売に成功している。
NOアントーノウの航空機部門は、こうした製造分野に留まらない。NOアントーノウでは、An-22「アンテーイ」などを擁するアントーノウ航空を運営している。また、専用の国際空港としてホストーメリ空港（アントーノウ国際空港）を運営している。この他、製造部門に関わる専用飛行場として、キーウ市内のスヴャトーシノ空港も保有している。
NOアントーノウでは、従来「アヴィアーント」で行ってきた事業として、トロリーバスの設計・製造部門も継承している。2009年現在、「キーウのK12」と呼ばれる車種の製造を行っている。この車輌には、単車式のものや連結式のものが用意され、単車式のK12.04では115 名、連結式のK12.03では182 名の乗客を輸送可能である。
ウクライナでは、国内に散在していた同業国営企業を統合し、今後の国際競争の中で生き残る方策であったが、隣国ロシアの統合航空機製造会社との競合が発生しており、また、NOアントーノウの機体をロシアの企業が製造するなど対立と協力関係が複雑化しており、生存のための前途は多難であると見られている。そのため、企業体制のさらなる強化のため、2007年3月にはさらに企業の統合を行っている。
さらに、NOアントーノウの失敗を予言する反対勢力に対しては、ANTKアントーノウの開発した世界最大の航空機An-225「ムリーヤ」とAn-124「ルスラーン」を引き合いに出し、世界のいかなる設計者もこのような機体の開発に成功していないとし、技術力に対する自信を前面に出し反駁している。また、リージョナルジェットとしてはAn-24ほどの成功を収めた機体はないと主張している。
実際、日本などの西側諸国でも何らかの原因で貨物需要が拡大し、各社が保有する貨物機で対応できない時はウクライナの貨物会社などが保有するアントノフ社製のAn-124がチャーターされる事が多く、日本でも中部国際空港（主にB787主翼運搬業務が目的）や成田空港などに頻繁に飛来している。
西側で要求されるフレキシブルな貨物需要をその強力な貨物輸送力で支えている現状は、冷戦時代の遺産機An-124やAn-225が、冷戦後の世界で想定外の形で活躍する事になっている。
2010年4月には統合航空機製造会社との間で合弁会社OAK-アントノフの設立で合意した。この合弁会社は、UACとアントノフがそれぞれ50%を出資しており、An-124、An-148、An-70、An-140などの生産を実施する。この会社は2011年には作業を開始した。しかし、政治情勢により、2015年には合弁事業は中止となった。
2015年には航空機産業の効率を高めることを目指して、ウクライナ経済発展貿易省の指示によりアントーノウ国営合同は解体され清算の上で、2016年1月26日に配下にあった会社はそのままウクロボロンプロムの配下となった。一部では混同して構成する一企業であるANTKアントーノウ自体が解体されるという報道もあったが、否定されている。

## グループ構成
- アントノフシリアル製造工場（英語版）
- 国営企業「O・K・アントーノウ記念航空科学技術複合体」（ANTKアントーノウ）
- 国営企業「第410キエフ民間航空機修理工場」(ARP410)
- ハルキウ国営航空機製造企業（ウクライナ語版）(KhGAPP)
- 株式会社「ウクライナ航空技術科学研究所」

他、計10社（2007年3月22日現在）